# سازمان تأمین اجتماعی نیروهای مسلح
سازمان تأمین اجتماعی نیروهای مسلح (به‌اختصار: ساتا) سازمان دولتی زیرمجموعه وزارت دفاع و پشتیبانی نیروهای مسلح است، که وظیفه اصلی آن، ارائه خدمات بیمه، درمانی و بازنشستگی برای کارکنان ارتش جمهوری اسلامی ایران، سپاه پاسداران و فرماندهی انتظامی جمهوری اسلامی ایران می‌باشد. سازمان تأمین اجتماعی نیروهای مسلح در سال ۱۳۸۸ از ادغام سازمان بیمه بازنشستگی ارتش جمهوری اسلامی ایران، سازمان بیمه و بازنشستگی سپاه پاسداران و سازمان بیمه و بازنشستگی نیروی انتظامی، همچنین سازمان خدمات درمانی نیروهای مسلح تأسیس شد. هم‌اکنون امیر سرتیپ دکتر سعید صادقی مدیرعاملی ساتا را برعهده دارد. سازمان تامین اجتماعی نیروهای مسلح مالک شبکه‌ای از ۳۰۰ شعبه ارائه خدمات الکترونیک و ۱۰۰۰ دفتر نمایندگی بیمه در شهرهای مختلف می‌باشد.
شرکت سرمایه‌گذاری غدیر و گروه گسترش نفت و گاز پارسیان از مهم‌ترین شرکت‌های زیرمجموعه سازمان تأمین اجتماعی نیروهای مسلح ایران به‌شمار می‌روند.